# Крафт-процес

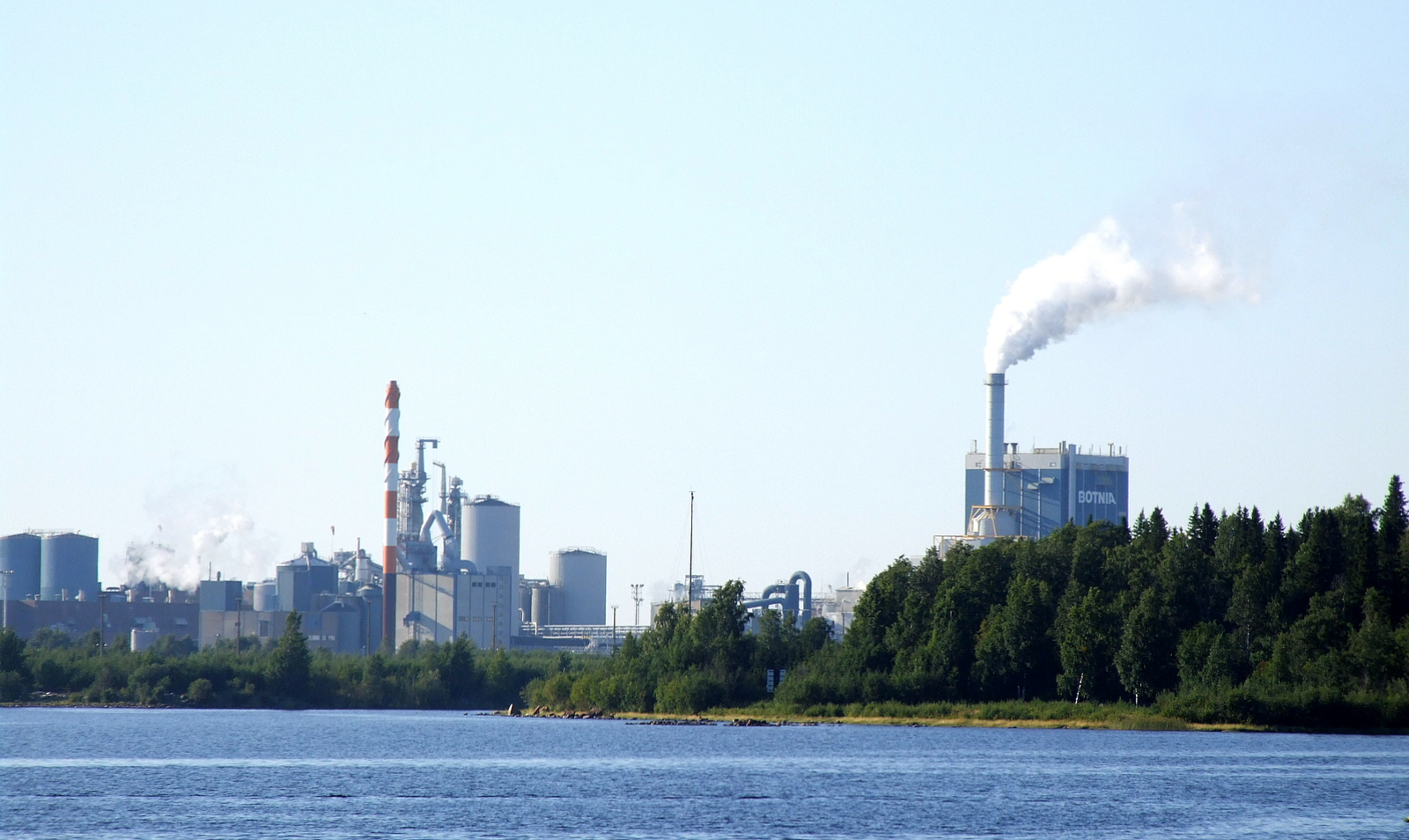
Завод компанії Metsä-Botnia у Фінляндії з випуску целюлози сульфатним способом

Сульфатний процес (крафт-процес) — один з провідних промислових методів лужної делігніфікації деревини з метою одержання целюлози. Основна стадія цього термохімічного процесу, варіння сульфатна, полягає в обробці деревної тріски водним розчином, що містить гідроксид і сульфід натрію. Целюлозу, що виробляється сульфатним методом, називають сульфатною целюлозою.
Перевагою методу є можливість використання у ньому практично всіх порід деревини, а регенерація хімікатів робить процес економічно дуже ефективним.
У процесі сульфатного варіння, крім власне целюлози, утворюється безліч відходів та побічних продуктів, з яких отримують кормові дріжджі, сульфатний лігнін, сульфатне мило, фітостерин, талове масло, каніфоль, сірчисті сполуки, метанол, скипидар.
На відміну від іншого лужного способу виробництва, натрону, де використовується тільки гідроксид натрію, сульфатний процес дозволяє отримати целюлозу більшої механічної міцності.
В даний час сульфатний метод є найпоширенішим способом виробництва целюлози у світі.

## Інтернет-ресурси
- Pulp and Paper Circle provides industry-related information (especially Kraft Mills) to pulp and paper engineers and technologists.
- US EPA article on Kraft pulping
- Reference Document on Best Available Techniques in Pulp and Paper Industry by European Commission, 2001